# Afroedura pondolia
Afroedura pondolia är en ödleart som beskrevs av Hewitt 1925. Afroedura pondolia ingår i släktet Afroedura och familjen geckoödlor.
Arten förekommer i Sydafrika och kanske i angränsande områden av Swaziland. Honor lägger ägg.

## Underarter
Arten delas in i följande underarter:
- A. p. pondolia
- A. p. haackei
- A. p. langi
- A. p. major
- A. p. marleyi
- A. p. multiporis